# Келермесская
Келерме́сская (адыг. Къэлэрмэз) — станица в Гиагинском районе Республики Адыгея России. Административный центр Келермесского сельского поселения.

## География
Станица расположена в южной части Гиагинского района, у впадения реки Келермес в Гиагу. Находится в 4 км к юго-востоку от районного центра станицы Гиагинской и в 16 км к северу от города Майкопа.
Площадь станицы составляет 9,13 км2, на которые приходятся 6,72 % от площади сельского поселения.
Станица расположена на Закубанской наклонной равнине, в переходной от равнинной в предгорную зоне республики. Средние высоты на территории станицы составляют около 175 метров над уровнем моря. Рельеф местности представляет собой волнистые равнины, имеющей общий уклон с юго-запада на северо-восток. Положительные формы рельефа представлены курганными и холмисто-бугристыми возвышенностями. Долины рек изрезаны балками и понижениями.
Гидрографическая сеть представлена реками Гиагой и Келермес, которые сливаются в центре станицы и образуют большую запруду. К востоку от станицы протекает река Улька. Имеется множество водоёмов искусственного и естественного происхождения.
Климат мягкий умеренный. Среднегодовая температура воздуха положительная и составляет +11,5°С. Среднемесячная температура воздуха в июле достигает +23,0°С. Среднемесячная температура января составляет 0°С. Среднегодовое количество осадков составляет 750 мм. Основная часть осадков выпадает в период с мая по июль.

## Этимология
Название станицы (адыг. Къэлэрмэз) переводится с адыгейского языка как черемшиный лес, где «къэлэр» — черемша и «мэз» — лес. Само название восходит к речке Келермес, берущей своё начало в лесном урочище Келермес. Также у станицы есть другое адыгское название — адыг. Ыпшъэрэ Джадж — «верховье реки Гиаги».

## История
В мае 1863 года у впадения реки Келермес в Гиагу переселенцами была основана станица Келермесская, первоначально состоявшая из семей: офицерских — 1, линейных казаков — 108 и государственных крестьян — 15. В изначально заселённых 124 дворах жило 979 человек, из них мужчин 509 чел. и женщин 470 чел. казачьего сословия, неказачьего сословия мужчин 4 чел. и женщин 3 чел. Все 15 семей государственных крестьян, заселённые в станицу, были зачислены в казачье сословие. На основании приказа военного министра от 12 сентября 1863 года станица Келермесская была включена в состав 25 конного полка.
С 1868 года начался большой приток переселенцев в станицу, что было обусловлено разрешением приобретать здесь земли лицам невойскового сословия. В основном, в станицу заселялись крестьяне-переселенцы из Воронежской, Тульской и Харьковской губерний Российской империи. В результате в 1875 году в станице проживало 2981 человек.

## Население
| 2002  | 2010  | 2013  | 2014  | 2015  | 2016  | 2017  |
| ----- | ----- | ----- | ----- | ----- | ----- | ----- |
| 2721  | ↗2749 | ↘2721 | ↗2737 | ↗2771 | ↗2808 | ↗2843 |
| 2018  | 2019  | 2020  | 2021  | 2023  | 2024  |       |
| ↗2844 | ↗2856 | ↗2912 | ↗3121 | ↗3137 | ↗3146 |       |

Плотность 344.58 чел./км2.
Национальный состав
По данным Всероссийской переписи населения 2010 года:
| Народ   | Численность, чел. | Доля от всего населения, % |
| ------- | ----------------- | -------------------------- |
| русские | 2 380             | 86,6 %                     |
| цыгане  | 153               | 5,5 %                      |
| армяне  | 117               | 4,3 %                      |
| другие  | 99                | 3,6 %                      |
| всего   | 2 749             | 100 %                      |

Мужчины — 1 302 чел. (47,4 %). Женщины — 1 447 чел. (52,6 %).

По данным Всероссийской переписи населения 2021 года:
| Народ             | Численность, чел. | Доля от всего населения, % |
| ----------------- | ----------------- | -------------------------- |
| русские           | 2 554             | 81,83 %                    |
| цыгане            | 301               | 9,64 %                     |
| армяне            | 135               | 4,33 %                     |
| другие/не указано | 131               | 4,20 %                     |
| всего             | 3 121             | 100 %                      |

## Инфраструктура
- Средняя общеобразовательная школа № 8 им. В. Г. Солдатенко,
- Детский сад № 6 «Алёнка»,
- Участковая больница,
- Дом культуры.

## Русская православная церковь
- Николаевская единоверческая церковь. Утрачена. Построена в 1903 году, освящена 9 мая 1904 года. Здание деревянное на кирпичном фундаменте с такой же колокольней[19].
- Покровская церковь. Утрачена. В 1865 году построен деревянный молитвенный дом, освящённый в 1866 году. Колокола размещались на столбах. В 1880 году построена пятиглавая деревянная церковь на каменном фундаменте с такой же колокольней. Освящена 18 мая 1882 года[19].
- Церковь Покрова Пресвятой Богородицы. Открыта между 2001 и 2010 годами. Оборудована в здании постройки 1900 года.

## Достопримечательности
Неподалёку от станицы находятся Келермесские курганы, в которых были обнаружены археологические находки меотского и скифского происхождений, датируемые VII—V вв. до н. э..

## Известные жители
Родившиеся в Келермесской:
- Кривцов, Сергей Васильевич (1904—1979) — Герой Советского Союза;
- Скворцов, Дмитрий Данилович (1918—1974) — Герой Советского Союза;
- Ткачёв, Вячеслав Матвеевич (1885—1965) — генерал-майор авиации.

## Улицы
| Базарная      |
| Восточная     |
| Гвардейская   |
| Дружбы        |
| Колхозная     |
| Комсомольская |
| Крестьянская  |
| Кубанская     |

| Курганная   |
| Лесная      |
| Мира        |
| Мостовая    |
| Октябрьская |
| Пионерская  |
| Почтовая    |
| Профсоюзная |

| Прямая           |
| Прямой переулок  |
| Северная         |
| Советская        |
| Ткачева          |
| Чапаева          |
| Широкая          |
| Школьная площадь |